# Dade City North
Dade City North es un lugar designado por el censo ubicado en el condado de Pasco en el estado estadounidense de Florida. En el Censo de 2010 tenía una población de 3113 habitantes y una densidad poblacional de 720,59 personas por km².

## Geografía
Dade City North se encuentra ubicado en las coordenadas 28°23′3″N 82°11′39″O / 28.38417, -82.19417. Según la Oficina del Censo de los Estados Unidos, Dade City North tiene una superficie total de 4.32 km², de la cual 4.31 km² corresponden a tierra firme y (0.24%) 0.01 km² es agua.

## Demografía
Según el censo de 2010, había 3113 personas residiendo en Dade City North. La densidad de población era de 720,59 hab./km². De los 3113 habitantes, Dade City North estaba compuesto por el 49.18% blancos, el 11.92% eran afroamericanos, el 0.84% eran amerindios, el 0.1% eran asiáticos, el 0.29% eran isleños del Pacífico, el 35.27% eran de otras razas y el 2.41% pertenecían a dos o más razas. Del total de la población el 62.96% eran hispanos o latinos de cualquier raza.